# Baron Hothfield
Baron Hothfield, of Hothfield in the County of Kent, ist ein erblicher britischer Adelstitel in der Peerage of the United Kingdom.
Familiensitz der Barone war bis 1956 Skipton Castle in Skipton, North Yorkshire, und ist heute Drybeck Hall in Appleby-in-Westmorland, Cumbria.

## Verleihung
Der Titel wurde am 11. Oktober 1881 für Sir Henry Tufton, 2. Baronet geschaffen. Bereits am 20. Juni 1871 hatte er von seinem Vater, Sir Richard Tufton, 1. Baronet, den fortan nachgeordneten Titel Baronet of Appleby Castle in the County of Westmorland and of Hothfield Place in the County of Kent geerbt, der diesem am 16. Januar 1851 in der Baronetage of the United Kingdom verliehen worden war. Sein Vater war ein unehelicher Sohn des 11. Earl of Thanet.
Heutiger Titelinhaber ist seit 1991 sein Urenkel Anthony Tufton als 6. Baron.

## Liste der Barone Hothfield (1881)
- Henry Tufton, 1. Baron Hothfield (1844–1926)
- John Tufton, 2. Baron Hothfield (1873–1952)
- Henry Tufton, 3. Baron Hothfield (1897–1961)
- Thomas Tufton, 4. Baron Hothfield (1916–1986)
- George Tufton, 5. Baron Hothfield (1904–1991)
- Anthony Tufton, 6. Baron Hothfield (* 1939)

Titelerbe (Heir Apparent) ist der Sohn des aktuellen Titelinhabers, Dr. Hon. William Tufton (* 1977).